# Jan Maas
Johannes Leonardus Maas, detto Jan (Steenbergen, 17 giugno 1900 – Steenbergen, 5 settembre 1977), è stato un pistard e ciclista su strada olandese.

## Carriera
Ciclista dilettante, partecipò ai Giochi olimpici di Parigi 1924 e Amsterdam 1928. A Parigi prese parte a tre gare, una su strada e due su pista, mentre ad Amsterdam gareggiò nella sola gara di inseguimento a squadre, vincendo la medaglia d'argento in quartetto con Janus Braspennincx, Jan Pijnenburg e Piet van der Horst. Su strada rappresentò il suo paese anche nella prova individuale dei campionati del mondo 1927, e fu campione nazionale dilettanti nel 1929.
Fu poi professionista a livello individuale nel 1931, prima di concludere la propria carriera.

## Palmarès

### Strada
- 1929 (Dilettanti)

Campionati olandesi, prova Dilettanti

## Piazzamenti

### Competizioni mondiali
- Campionati del mondo su strada

Adenau 1927 - In linea: ritirato
- Giochi olimpici

Parigi 1924 - Individuale su strada: 19º
Parigi 1924 - A squadre su strada: 6º
Parigi 1924 - Inseguimento a squadre: 7º
Parigi 1924 - 50 chilometri: 7º
Amsterdam 1928 - Inseguimento a squadre: 2º